# キングフィッシャー (ビール)
キングフィッシャー（ヒンディー語: किंगफिशर、英語: Kingfisher）はユナイテッド・ブルワリーズ・グループ（UBグループ）が製造しているインドのビールのブランドである。
ハイネケングループはユナイテッド・ブルワリーズ・グループの株式の37.5%を保有している。

## 概要

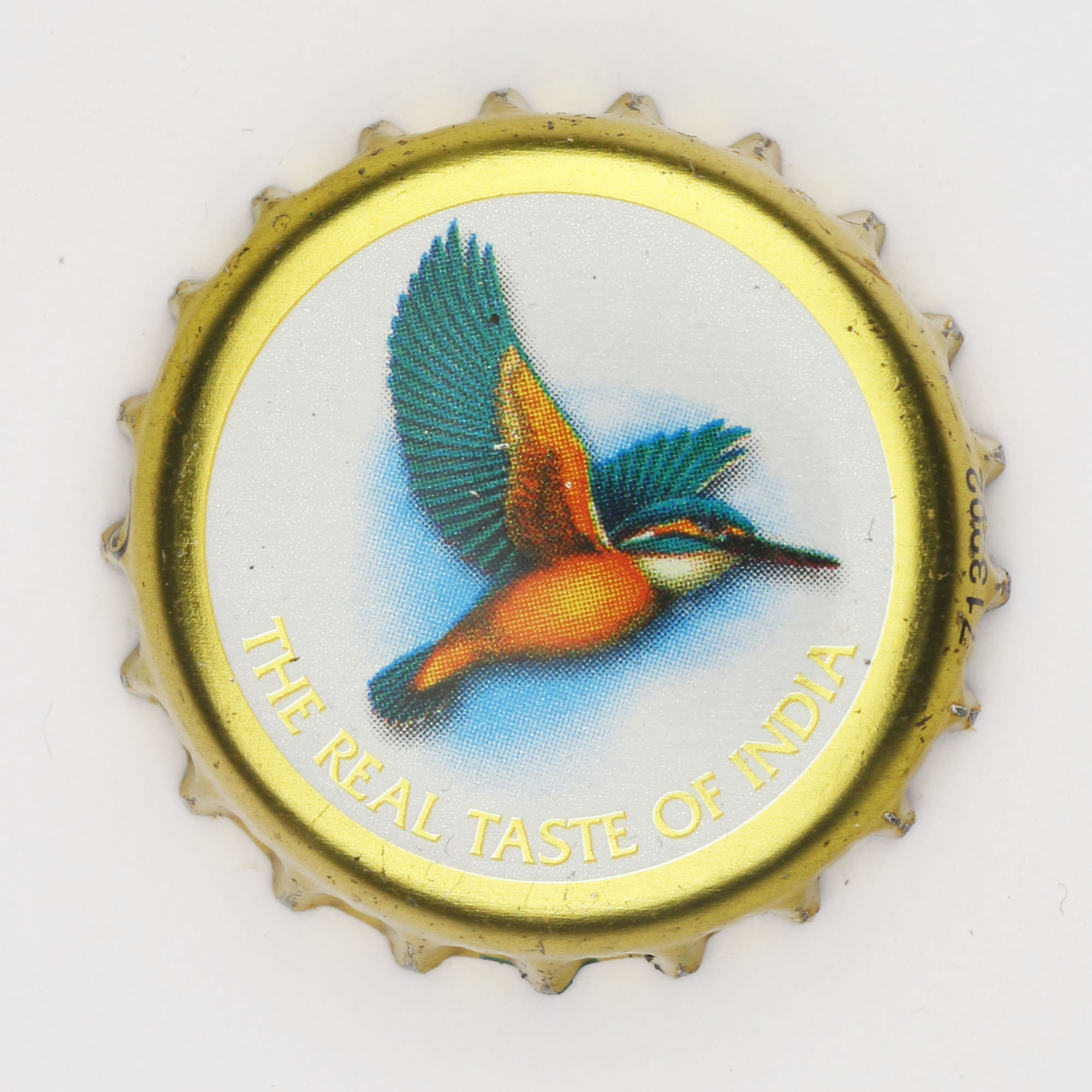
瓶の栓に描かれているカワセミ

キングフィッシャーは、インドのビールの筆頭に挙げられる銘柄であり、国際的なビール品評会でも数々の受賞歴がある。インドではビールの代名詞でもあり、インドで「キングフィッシャー」と言えば、ビールのことかキングフィッシャー航空のことである。
「キングフィッシャー」とは小鳥のカワセミのことで、ラベルにも描かれている。
「レッド」が定番商品であるが、アルコール度数が7パーセントの「ストロング」など、いくつかの種類が販売されている。
インドの市場におけるキングフィッシャーのシェアは全体の3分の1以上となる36%であり、インド国内において最もシェアの高いビールである。キングフィッシャーはインド国内で消費されている他、インド国外52カ国でも販売されている。日本でもイギリスで製造されたものが日本ビールより輸入販売されている。

## 歴史
1857年、「ユナイテッド・ブリュワリーズ」が創業する。1915年には5つの小さな醸造所が合併し、UBグループが誕生する。
1980年、ビジェイ・マリヤ（1983年にUBグループ会長就任）が設立し、キングフィッシャーのブランドが開始された。マリヤは「刺激的なブランドを作りたい」と考えていたが、当時の既存ブランドには強い印象を与えるものがなかった。ある日、マリヤはベンガルールにある自宅で、カワセミを描いている古いラベル紙を発見し、これがブランド誕生のもとになった。
キングフィッシャーブランドは、マーケティングの成功例として語られることが多い。これには、インドでは酒類の広告・宣伝が禁止されており、その環境下で、ビールのブランドが成功したことによる。
2021年7月、ハイネケンがユナイテッド・ブルワリーズ・リミテッド（UBL）を買収し、以降、UBLを事業に統合する。2023年度最終四半期は前年同期比で17%増となる47億8,868万ルピー（約4億5,900万円）となった。

## ブランド
キングフィッシャーは以下のような様々なブランドの商品を展開している。
レッド

プレミアム
アルコール度数4.8%。
ストロング
アルコール度数8%。
ブルー
アルコール度数8%。
口当たりが軽く、若者を中心に人気が出ている。
ウルトラ
インド国外の原料から作られている。

## スローガン
キングフィッシャーは「王（キング）」という名のキャッチコピーでプロモーション活動を行うことがある。

## 受賞
- 1994年に開催されたストックホルムビールフェスティバルにおいて、世界最優秀ライトラガービール賞を受賞した[10]。
- 1995年に開催されたストックホルムビールフェスティバルにおいて、世界最優秀ライトラガービール賞を受賞した。
- 1997年にシカゴで開催された世界ビール選手権で金メダルを獲得した。
- アジアグランプリサイレル2000ラベル賞において、ラベルワーク部門で1位を獲得した。
- 2000年に開催されたオーストラリア国際ビール賞において3位を獲得した。

## カレンダー
キングフィッシャー水着カレンダーはキングフィッシャーブランドを長年に渡り支えている中核事業の一つである。キングフィッシャー水着カレンダーはピレリカレンダーに似たコンセプトで、ファッション、娯楽、魅力を融合させたものとなっている。長年に渡り、キングフィッシャー・カレンダーの発表会はインドのファッションカレンダーにおいてファンが注目するイベントとなっている。

## TGIOF

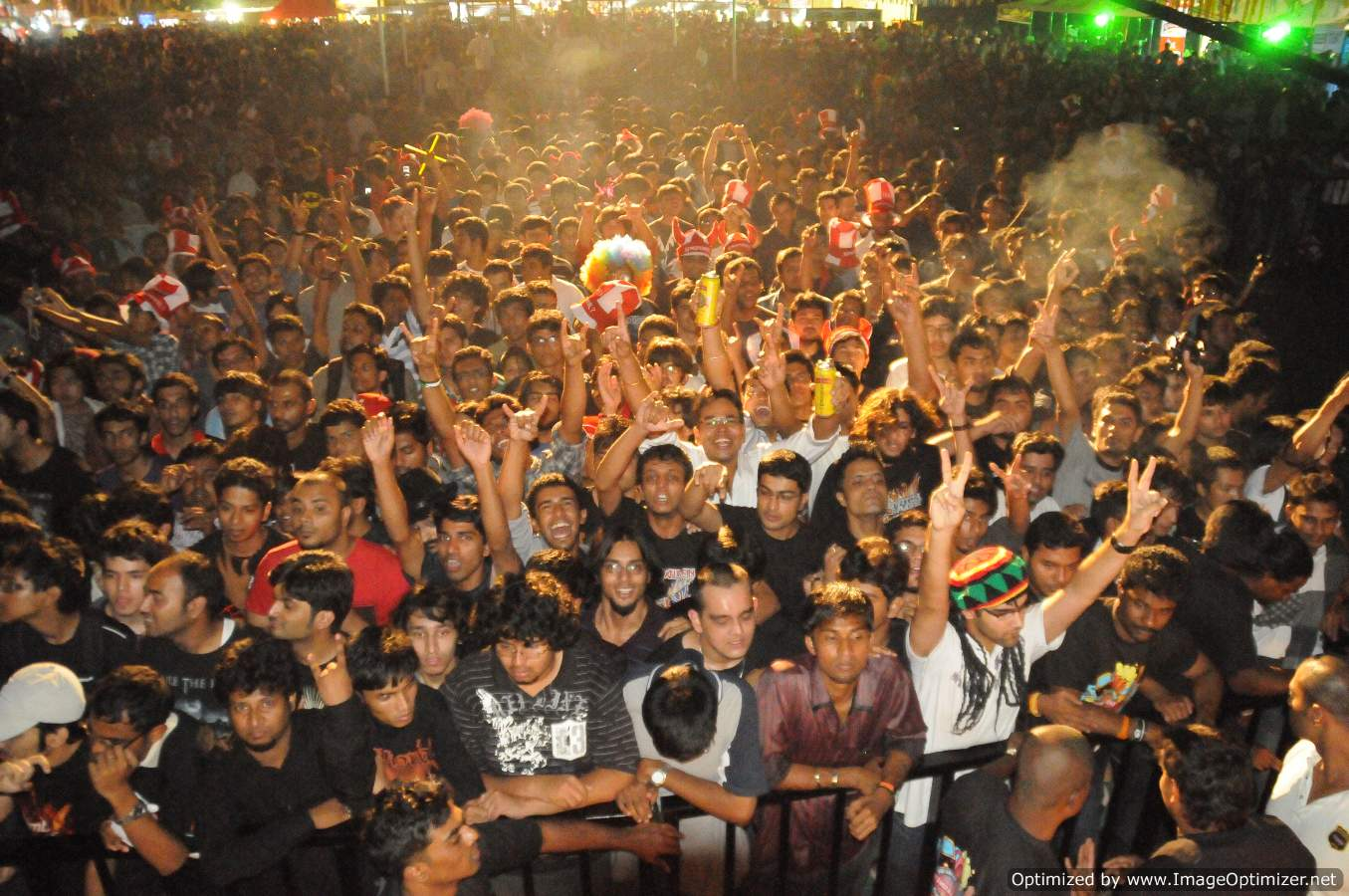
TGIOF 2010の様子

キングフィッシャーが主催、コモン・カラーズ・エンターテイメントが企画運営を行なって、大インドオクトーバーフェスト (The Great Indian Octoberfest、TGIOF) という音楽、ビール、エンターテイメントの祭典が2005年より毎年10月にバンガロールで開催されている。この祭典は全3日間のイベントであり、音楽、食、ショッピング、フリーマーケット、モーターショー、エレクトロニック・スポーツのパビリオンなど様々な催しが行われる。TGIOFはドイツのオクトーバーフェストを参考にして企画されたものであり、世界中で行われているオクトーバーフェスト関連祭典の一つとなっている。TGIOFには様々な分野から国際的なミュージシャンやインド国内のミュージシャンが出場する。
祭典の主な会場はバンガロールだが、組織委員会はインド全体での活動も行なっている。
- TGIOFミニフェスティバルとパーティーはムンバイ、ハイデラバード、デリー、コルカタ、プネー、チェンナイで開催されている。
- TGIOF前夜祭はインドの複数の都市で開催される。
- TGIOFロードショーはハイデラバード、バンガロール、マニパール、マイソール、マンガロール、チェンナイなど複数の都市で開催される。

## クイーンフィッシャー
クイーンフィッシャー（英語: Qeenfisher）は、ハイネケンのユナイテッド・ブルワリーズ・リミテッド(UBL)が2024年3月に発売開始したビールのブランド名。